# 훈 센
훈 센(크메르어: ហ៊ុន សែន 혼 싸엔, 영어: Hun Sen, 1952년 8월 5일~)은 캄보디아의 정치인으로, 캄보디아의 총리를 지냈고 캄보디아 인민당(CPP)의 핵심 지도자 가운데 한 사람이자 1993년 캄보디아가 다당제를 회복한 이후로 왕당파와 연합하여 2023년까지 캄보디아를 통치한 실질적인 지도자였다. 1993년 노로돔 시아누크 전 국왕에 의해 '삼데크'(Samdech)라는 직위가 화합적인 차원에서 부여되었다. 1975년 4월에 프놈펜을 공격한 크메르 루주에 의해 부상을 당해 의안을 끼고 있다.

## 정치 경력
1952년, 콘폰체무주에서 태어났다. 1970년 3월, 베이징 망명 중인 시하누크 국왕의 요청에 따라 론 놀 정권에 대항하는 캄보디아 민족연합정부군(크메르 루주)의 각 급 부대 지휘관으로 일했으나, 1976년이 되면서 크메르 루주의 과격한 정책에 실망하여, 1977년 6월에 폴 포트 세력에서 이탈해 베트남에 망명한다.
1978년 12월, 구국민족 연합전선 중앙위원 및 구국민족청년협회 회장으로 취임하였고, 1978년 후반에 베트남군이 캄보디아를 침공하자, 크메르루주군은 패주하여 폴 포트는 태국과의 국경 근처로 피신했다.
1979년 1월 크메르루주가 전복되자 베트남은 헹삼린 정권을 출범시켰다. 같은 시기에 그는 인민혁명당 제3회 당 대회에서 당중앙 위원으로 선출되어 헹삼린 정권 발족 후 친베트남계 인민혁명평의회 멤버 겸 외무장관으로 취임한다. 외무장관으로서 그는 인도차이나의 평화를 정리한 파리평화회담에서 중요한 역할을 하며, 1990년까지 재임하였다. 1986년에서 1987년에는 잠깐 그만두기는 했지만, 외무장관으로써 훈센은 인도차이나의 평화를 가져온 파리평화회담을 이끈 핵심 인물이었다. 챈 시가 죽은 1985년에 곧바로 수상이 되었다. 1993년에서 1997년까지는 노로돔 라나리드 왕자와 공동으로 수상을 역임하기도 했다.
1997년에는 라나리드 왕자와 훈 센 총리 간의 긴장 관계가 고조되어 연합이 흔들리기도 하였다. 라나리드 왕자가 이끄는 펀신펙 당은 크메르루주 반군의 잔당과 연합하기 시작했는데, 그들을 자신의 군대로 끌어들이기 위함이었다. 이에 훈센은 유혈 군부 쿠데타를 거행하였고, 라나리드를 제거하고, 1997~1998년 웅 후오트와 공동 수상을 맡았다가 1998년 다시 단독 수상이 되었다. 훈 센이 이끄는 CPP에 의해 여러 왕당파 지지자들이 심문당하고, 고문을 당했지만, 훈 센은 개입을 부정하였다. 또한 그의 그러한 조치가 쿠데타라는 것도 부인하면서, 쿠데타를 일으켰다면 군주제를 폐지했을 거라고 주장하였다.
2003년 7월의 선거는 CPP가 국회의 다수당이 되는 결과로 끝났다. 그러나 CPP는 개헌 선인 2/3의 충족하지 못했고, 결국 2004년 CPP-푼신펙 연합으로 정부를 구성하였다.

## 에피소드
훈센은 전 세계 정부수반 중에서 상당한 애연가로 유명하다. 18세 때 내전 당시 정글에서 생활할 때 모기를 쫓기 위해 담배를 피우기 시작하였는데 지금까지 끊지 못하고 있다. 주치의는 물론이고 가족과 국민들로부터 수시로 금연을 요구받아 실제로 금연을 시도했지만 전부 실패로 끝났다. 그러나 국제회의장 및 손자/손녀들과 함께 있을 때는 담배를 최대한 자제하고 있다.

## 같이 보기
- 파리평화회담